# Jaílton Paraíba
Jaílton Lourenço da Silva, auch einfach nur Jaílton Paraíba (* 11. Oktober 1990 in Esperança), ist ein brasilianischer Fußballspieler.

## Karriere
Jaílton Paraíba erlernte das Fußballspielen in der Jugendmannschaft vom Mirassol FC im brasilianischen Mirassol. Von 2009 bis Januar 2012 stand er bei den brasilianischen Vereinen Palmeiras São Paulo, União São João EC, Mogi Mirim EC, Clube do Remo, Clube de Regatas Brasil, Mirassol FC und dem FC Santa Cruz (RS). Im Februar 2012 ging er nach China, wo er sich Shanghai Shenxin anschloss. Mit dem Verein aus Shanghai spielte er 69-mal in der ersten chinesischen Liga, der Chinese Super League. Die Saison 2015 stand er beim chinesischen Zweitligisten Yanbian Funde in Yanji unter Vertrag. 2015 feierte er mit Funde die Meisterschaft und den Aufstieg in die erste Liga. Von Januar 2016 bis August 2017 spielte er für den chinesischen Klub Dalian Transcendence FC. Anfang August 2017 wechselte er für zwei Jahre in die Türkei zu Gençlerbirliği Ankara. Der Verein aus der türkischen Hauptstadt Ankara spielte in der ersten Liga des Landes. Am Ende der Saison musste er mit Ankara in die zweite Liga absteigen. Im August 2019 zog es ihn nach Japan. Hier unterschrieb er einen Vertrag beim Zweitligisten Tokyo Verdy. Bis Saisonende kam er elfmal in der zweiten Liga zum Einsatz. Von Februar 2020 bis Ende März 2021 war Jaílton Paraíba vertrags- und vereinslos. Am 25. März 2021 nahm ihn sein ehemaliger Verein Tokyo Verdy wieder unter Vertrag. Hier stand er zehnmal in Liga auf dem Spielfeld. Nach Saisonende wurde sein Vertrag nicht verlängert. Im April 2022 zog es ihn nach China, wo er einen Vertrag beim Zweitligisten Qingdao West Coast FC unterschrieb. Nach 28 Zweitligaspielen für den Verein aus Qingdao wechselte er zu Beginn der Saison 2023 im Januar 2023 nach Malaysia zum Erstligisten Sabah FC.

## Erfolge
Yanbian Funde
- Chinesischer Zweitligameister: 2015